# Шути и рогати
„Шути и рогати” је југословенска телевизијска серија снимљена 1975. године у продукцији ТВ Скопље.

## Улоге
| Глумац           | Улога |
| ---------------- | ----- |
| Милица Стојанова |       |
| Мери Бошкова     |       |
| Киро Ћортошев    |       |
| Љупка Џундева    |       |
| Душан Костовски  |       |
| Тодор Николовски |       |
| Петре Прличко    |       |

Комплетна ТВ екипа ▼
| Редитељ    | Ацо Алексов     |
| Сценариста | Славко Димевски |